# Grezzo (azienda)
Grezzo (株式会社グレッゾ?, Kabushiki gaisha Gurezzo) è una casa produttrice di videogiochi giapponese. È stata fondata nel dicembre del 2006. Koichi Ishii, conosciuto per il suo lavoro in Mana (serie di videogiochi della Square Enix) è stato assunto come amministratore delegato e presidente della compagnia nell'aprile del 2007. Il nome dell'azienda deriva dall'espressione italiana "diamante grezzo", che significa un diamante non lavorato.

## Giochi
| Gioco                                                | Editore  | Sistema                        | Data di pubblicazione |
| ---------------------------------------------------- | -------- | ------------------------------ | --------------------- |
| Line Attack Heroes                                   | Nintendo | Wii (WiiWare)                  | 27 luglio 2010        |
| The Legend of Zelda: Ocarina of Time 3D              | Nintendo | Nintendo 3DS                   | 16 giugno 2011        |
| The Legend of Zelda: Four Swords Anniversary Edition | Nintendo | DSiWare                        | 28 settembre 2011     |
| Flower Town                                          | Nintendo | Nintendo 3DS                   | 18 giugno 2013        |
| The Legend of Legacy                                 | FuRyu    | Nintendo 3DS                   | 22 gennaio 2015       |
| The Legend of Zelda: Majora's Mask 3D                | Nintendo | Nintendo 3DS                   | 13 febbraio 2015      |
| The Legend of Zelda: Tri Force Heroes                | Nintendo | Nintendo 3DS                   | 22 ottobre 2015       |
| The Alliance Alive                                   | FuRyu    | Nintendo 3DS                   | 22 giugno 2017        |
| Ever Oasis                                           | Nintendo | Nintendo 3DS                   | 23 giugno 2017        |
| Luigi's Mansion                                      | Nintendo | Nintendo 3DS                   | 19 ottobre 2018       |
| The Legend of Zelda: Link's Awakening                | Nintendo | Nintendo Switch                | 19 settembre 2019     |
| The Alliance Alive HD Remastered                     | FuRyu    | Nintendo Switch, PlayStation 4 | 8 ottobre 2019        |
| Miitopia                                             | Nintendo | Nintendo Switch                | 21 maggio 2021        |
| The Legend of Zelda: Echoes of Wisdom                | Nintendo | Nintendo Switch                | 26 settembre 2024     |